# 私塾
私塾（しじゅく）とは、私設の教育機関。私学の一種。中国起源の用語で、近代以前の中国・韓国・日本等の漢字・儒教文化圏において普及した。

## 概要
中国では明・清代において、儒教に基づく初等教育を担う機関として広く普及したが、江戸時代の日本では主に漢学（儒学）・国学・洋学者等による中等教育以上の私設教育機関として普及した。
中国語で教育機関に近似する意味での「塾」の早期の用例は、『礼記』学記編の「古之教者，家有塾，黨有庠，術有序，國有學」とされる。中国では漢代以降に中央・地方の官学制度が整備されたが、官学の初等教育は貴族に限られ、唐・宋代以降に一般児童の初等教育を担う「塾」が登場、明・清代には、様々な形態の私塾が農村部も含め普及・拡大した。私塾では、生徒の年齢・教材・修業年限等に関する制限や統一的な規則はなく、塾師の個別指導による暗記中心の識字教育を主とし、段階的に科挙の予備教育までを担った。
江戸時代における日本の私塾は一般的に、教師の私宅に設けられた教場にて学問・芸能を門弟に授ける教育施設であったが、当時の「学問」とは漢学（儒学）を指し、漢学塾が隆盛を極めた。幕末までには習字塾・算学塾（そろばん塾）・国学塾・洋学塾など様々なレベル・分野の私塾も普及したが、特に幕末期は自由に開設され、また、藩校や寺子屋のような身分上の差別も少なく、武士と庶民がともに学ぶ教育機関として、近代的学校（私立学校）の一つの源流をなした。

## 日本

### 江戸時代の漢学塾
武家の文武奨励（武家諸法度）を背景に、江戸時代における私塾・家塾は武家の学問教育の場として発達、幕府が朱子学派・林家の家塾を昌平坂学問所として直轄教育機関としたのを模範として、江戸時代中期以降、漢学中心の私塾・家塾が藩校として拡充・整備された例も少なくない。
当時の私塾とは、藩士・浪士・僧侶・神官、その他領民が任意に開設した民間の塾であり、家塾とは藩の儒臣が藩侯の命令あるいは内意を受けて、その援助の下に開設したもので、半官半民の施設であったとされる。
私塾は当初、儒者が私宅で教授する漢学（儒学）の教育機関で、幕府・諸藩に公職を有する儒者が余暇に開いたもの（佐藤一斎・杉原心斎ら）と、処士（浪人儒者）が開いたもの（伊藤仁斎・中井甃庵・頼山陽・吉田松陰・広瀬淡窓ら）との2種があった。一般的な教授方法は、塾生が一室に集い、教師は上席に座して講釈し、塾生は書籍を手にして聴聞するもので、さらに輪読・会読を通して互いの解釈・意見をたたかわせた。塾生が多数の場合は、年長生が助教として年少生を教えた。
当時の漢学では一般に、教科書として著名な経書・史書・詩文集などを使用し、孝経、四書（大学・中庸・論語・孟子）、五経（易経・書経・詩経・春秋・礼記）等が重んぜられ、また入門書としては千字文や三字経等も使用された。朱子学派では小学や近思録も尊ばれた。

### 蘭学塾・洋学塾の登場
江戸時代後期から幕末期にかけて、通商を求める欧米諸国との外交・国防的見地から各国語の学問の必要にせまられ、蘭学塾・洋学塾が登場した。江戸時代の洋学は、オランダ医学を中心とする蘭学に端を発し、蘭方医学の私塾が早くから設けられた（伊東玄朴の象先堂・緒方洪庵の適々斎塾・佐藤泰然の順天堂など）。日本の近代教育史上、その質と量において最も影響力を有した私塾・慶應義塾もこの系譜に属する。
明治初期には東京を中心に様々な洋学塾が創設されたが、学制発布前年の明治4年6月発行『新聞雑誌』第5号掲載の「私塾一覧」には、有名なデータとして、同年3月当時の東京の有名洋学塾主及び生徒数が以下のように紹介されている。
```
「英仏学 
箕作秋坪
 106名／洋漢学 
山東一郎
 34名／仏学 
福地源一郎
 78名／仏学 
尺振八
 111名／英学 田中録之助 23名／英仏学 
司馬少博士
 19名／洋学 
伊東昌之助
 14名／仏蘭学 中神 保 14名／洋学 
西周助
 13名／英学 上野鍈太郎 9名／英学 
山尾工部権大丞
 8名／洋学 
高橋琢也
 4名／仏学 
村上英俊
 13名／英学 
吉田健三
 6名／英学 
福澤諭吉
 323名／英学 
鳴門次郎吉
 141名」（引用者注：原文は漢数字、人名の明らかな誤字は訂正）
```

### 学制・法令上の規定
日本初の教育法令である学制（1872-78年）において、私塾は計13の条文で規定され、「一般人民華士族農工商及婦女ノ学ニ就クモノハ之ヲ学区取締ニ届クヘシ若シ子弟六歳以上ニ至リテ学ニ就カシメサルモノアラハ委シク私塾家塾ニ入リ及ヒ已ムヲ得ザル事アリテ師ヲ其ノ家ニ招キ稽古セシムルモ皆就学ト云フヘシ」（12章）とあるように、「私塾」及び「家塾」も学校の一種と見なされ、「小学私塾ハ小学教科ノ免状アルモノ私宅ニ於テ教ルヲ称スヘシ」（23章）、「私宅ニアリテ中学ノ教科ヲ教ルモノ教師タルヘキ証書ヲ得ルモノハ中学私塾ト称スヘシ其免状ナキモノハ之ヲ家塾トス」（32章）として、私塾・家塾の違いは教員免状の有無に求められた。
その後、文部省は1874年（明治7年）8月の第22号布達にて「学校名称」を「官立学校」「公立学校」「私立学校」に大別し、私立学校を「壱人或ハ幾人ノ私財ヲ以テ設立スルモノ」と定義、さらに翌9月の開学許可願書式についての第12号達の但し書にて「但従前私塾家塾ト称呼候者総テ私立学校ニ候条此旨可相心得事」とし、私塾・家塾は法令上、私立学校に範疇化された。
なお、これに先立つ1873年（明治6年）4月制定の学制二編追補中の「地方官ニ於テ其管内ニアル公学私学及私塾ノ数並ニ教員ノ数ヲ表トシ毎年二月中之ヲ督学局ニ出スヘシ」（181章）との規定で、文部省は府県に督学局への「公私学校私塾及教員一覧表」の提出を義務づけていた。従って、翌年の上記「私学開学許可願」書式規定と相まって、開学許可を得た従来の私塾・家塾・寺子屋は、私立の小学校・中学校あるいは外国語学校（のち専門学校）に類別して登記されることとなり、各府県学事統計表及び全国の統計をまとめた『文部省年報』において、私塾・家塾のカテゴリー（一覧表）は設けられなかった。

### 中等教育機関の母体
私塾は明治20年代以降の中等教育機関発展の母体となった。
小学校修了者の進学先としては中等教育が予定されていたが、学制に基づいて設置された中学校は、1874年（明治7年）には全国にわずか32校で、そのうち公立は11校だったため、明治初期の進学希望者の受け皿は各地域の有名私塾に集中した。公立中学校は府県庁所在地・主要都市などに旧藩校を母体として次第に設置されていったが、新設中学校の圧倒的多数は私立学校であり、それらの多くは幕末から維新期にかけて設立された洋学塾・漢学塾を起源としていた。
また、学制発布とともに、文部省は近代学校制度の要である官立師範学校（教員養成学校）を東京に設置、1874年（明治7年）には東京以外の6大学区（大坂・宮城・愛知・広島・長崎・新潟）にも増設したが、新潟・愛知・広島の師範学校には慶應義塾の教員が招聘され、さらに1876年（明治9年）の東京師範学校への中学師範学科（高等師範学校の起源）新設に際しても同塾から多数の教職員が招聘された。

### 今日の私塾
今日では個人経営の学習塾や個人で行う書道、舞踊、華道、茶道、着付けの教室を私塾で呼ぶ事もある。

### 代表的な私塾
以下は、江戸時代から明治初期の代表的な私塾（明治期は設立順）。

#### 漢学
- 林羅山（1583-1657）：忍岡聖堂（弘文館）
- 松永尺五（1592-1657）：春秋館・講習堂
- 中江藤樹（1608-1648）：藤樹書院
- 山崎闇斎（1619-1682）：闇斎塾
- 木下順庵（1621-1699）：雉塾
- 山鹿素行（1622-1685）：積徳堂
- 伊藤仁斎（1627-1705）：古義堂
- 三宅石庵（1665-1730）：懐徳堂
- 荻生徂徠（1666-1728）：蘐園塾
- 三浦梅園（1723-1789）：梅園塾
- 細井平洲（1728-1801）：嚶鳴館
- 菅茶山（1748-1827）：黄葉夕陽村舎・廉塾
- 佐藤一斎（1772-1859）：百之寮・風自寮
- 帆足萬里（1778-1852）：西崦精舎
- 広瀬淡窓（1782-1856）：咸宜園
- 大塩平八郎（1793-1837）：洗心洞
- 藤沢東畡（1794-1864）：泊園書院
- 安井息軒（1799-1876）：三計塾
- 芳野金陵（1803-1878）：逢源堂
- 林鶴梁（1806-1878）：端塾
- 横井小楠（1809-1869）：小楠堂
- 玉木文之進（1810-1876）：松下村塾
- 三島中洲（1831-1919）：二松學舍
- 島田篁村（1838-1898）：双桂精舎

#### 国学
- 本居宣長（1730-1801）：鈴屋
- 平田篤胤（1776-1843）：気吹舎

#### 蘭学・洋学（英学）
- 杉田玄白（1733-1817）：天真楼
- 大槻玄沢（1757-1827）：芝蘭堂
- 伊東玄朴（1801-1871）：象先堂
- シーボルト（1796-1866）：鳴滝塾（医学・自然科学）
- 江川英龍（1801-1855）：江川塾（砲術）
- 佐藤泰然（1804-1872）：和田塾、順天堂（蘭方医学）
- 緒方洪庵（1810-1863）：適々斎塾
- 福田理軒（1815-1889）：順天堂、順天求合社（算数学）
- 勝海舟（1823-1899）：氷解塾（蘭学）、海軍塾
- 福澤諭吉（1835-1901）：蘭学塾、慶応義塾
- 箕作秋坪（1826-1886）：三叉学舎
- 近藤真琴（1831-1886）：攻玉塾（海軍兵学校予備教育）
- 山東直砥（1840-1904）：北門義塾
- 福地源一郎（1841-1906）：日新舎（のち売却、共慣義塾に改組）
- 鳴門義民（1835-1913）：金蘭社・鳴門塾
- 西周（1829-1897）：育英社
- 尺振八（1839-1886）：共立学舎
- 佐野鼎（1831-1877）：共立学校（現 開成中学校・高等学校）
- 中村正直（1832-1891）：同人社（英仏学）
- 江原素六（1842-1922）：集成舎
- 菊池九郎（1847-1926）：東奥義塾
- 新島襄（1843-1890）：同志社英学校

#### ドイツ語
- 司馬凌海（1839-1879）：春風社
- 大熊春吉：壬申義塾
- 牧野照：獨逸義塾

#### フランス語
- 村上英俊（1811-1890）：達理堂
- 林欽次（1825-1896）：迎㬢塾
- 中江兆民（1847-1901）：仏蘭西学舎・仏学塾

#### 宣教師の私塾
- ヘボン塾、バラ塾、ブラウン塾、タムソン塾、ワデル塾

#### 皇族・華族経営の私塾
- 有栖川宮熾仁親王：第三番中学（英独仏、当初は育英義塾）
- 亀井茲監（旧津和野藩主）：培達義塾（独学）
- 板倉勝任（旧安中藩主）：共心義塾（和漢洋）
- 山内豊範（旧土佐藩主）：海南私学（仏学・軍人養成）
- 有馬頼咸（旧久留米藩主）：報国学社、有馬学校（和漢洋）
- 石川総管（旧下館藩主）・遠藤胤城（旧三上藩主）：勧学義黌（和漢洋）
- 南部信民（旧盛岡藩主）：共慣義塾（英学）
- 板倉勝弼（旧備中松山藩主）：補化書院（英数学）
- 大谷光勝（東本願寺法主）：真宗東派学塾（皇漢釈英学）
- 大河内正質（旧大多喜藩主）：芝増上寺内瑞華院で開業
- 松平頼聡（旧高松藩主）：玉藻学校
- 本荘宗武（旧宮津藩主）：本荘学校

## 中国
明・清代の私塾は運営形態により、3種類に大別される。
1. 挙人（郷試合格者）や官途に就けない秀才等が塾師として自宅（又は借家）に設置：門館
2. 官僚・地主等の富裕層が私邸に塾師を招いて設置：家塾・教館・坐館
3. 村落・宗族共同体や複数の家族・個人が共有財や義捐により塾師を雇い、公共的な場に設置：村塾・族塾・義学・義塾

第3のタイプは半官半民的な運営で、義学・義塾は貧困家庭や少数民族の子弟を対象とし、無月謝で通うことができた。
また、6歳前後から開始する蒙童（児童）向けの私塾は蒙館・蒙学、科挙の予備教育を目的とする成人向けの私塾は経館とも称された。

### 教材
明・清代の私塾では、啓蒙（識字及び道徳教育）・読経・挙業（科挙の予備教育）の3段階に大別され、その教材（教科書）は啓蒙書からはじまり、段階的に儒教の経典へと進んだ。一般的な順序は以下の通り。
- 『三字経』『百家姓』『雑字（中国語版）』『千字文』等
- 四書（『論語』『孟子』『大学』『中庸』）
- 五経の一部（『詩経』『書経』『礼記』『春秋左氏伝』）

場合によっては、以下の書を読むこともあった。
- 『神童詩』- 科挙試験合格の重要性を説いた五言の韻文
- 『朱子家訓』- 儒教道徳を説いた対句
- 『弟子規』- 儒教道徳を説いた三言の韻文
- 『女児経』- 女性の道徳を説いた韻文
- 『孝経』
- 『増広賢文』- ことわざ集
- 『幼学瓊林（中国語版）』- 出典のある語を分野別に対句の形で並べたもの
- 『龍文鞭影』- 平水韻の平声各韻ごとに出典のある語を四言の対句で並べたもの
- 『笠翁対韻』『声律啓蒙』『訓蒙駢句』- 平水韻の平声各韻ごとに語句を並べたもの
- 『千家詩』- 唐宋の絶句・律詩集
- 『古文観止』- 時代別の歴代古文選

また、世事応酬、すなわち実用的な契約や冠婚葬祭の文章を学ぶ場合もあった。

### 衰退
清末の光緒新政により教育改革が行われ、日本の学校にならった「新式学堂」の設置と科挙制廃止に伴い、私塾は新式学堂に置き換えられていった。

## 関連文献
- 文部省編刊『日本教育史資料』全9巻、1890-1892年
- 浮田和民「民間教育」『開国五十年史 上巻』開国五十年史発行所、1907年
- 大久保利謙「明治時代の教育」『岩波講座日本歴史 第8』国史研究会編、岩波書店、1934年
- 中泉哲俊『日本近世教育機関の研究』目黒書店、1937年
- 神辺靖光「明治初期東京の私塾 : 創立者を中心として』城右高等学校、1960年
- 奈良本辰也編『日本の私塾』淡交社、1969年（角川文庫版、1974年）
- 海原徹『近世私塾の研究』思文閣出版、1983年
- 童門冬二『私塾の研究：日本を変革した原点』PHP研究所、1993年
- 沖田行司『日本人をつくった教育：寺子屋・私塾・藩校』大巧社,、2000年
- 佐藤尚子・大林正昭編『日中比較教育史』春風社, 2002年
- 生馬寛信『幕末維新期漢学塾の研究』溪水社、2003年
- 江藤茂博・町泉寿郎編『講座 近代日本と漢学 第2巻 漢学と漢学塾』戎光祥出版、2020年
- 鈴木博雄「近世私塾の史的考察」『横浜国立大学教育紀要』1輯・2輯、1962年
- 青木光行「明治初期東京の洋算塾について : 開学明細書を中心として」『法政史学』18巻、法政大学史学会、1966年
- 飯田史也「幕末・明治初期におけるフランス語教育に関する研究：公的教育機関と私的教育機関」『福岡教育大学紀要』第46号第4分冊教職科編、1997年
- 宮永孝「幕末・明治の英学」『社会志林』46巻2号、法政大学社会学部学会、1999年
- 新保敦子「公教育成立期における私塾への国家統制：江蘇省無錫県をめぐって」『学術研究 教育･生涯教育学』56号、早稲田大学教育学部、2008年
- 胡学亮「清代中国における啓蒙私塾の発達とその性格」『早稲田大学大学院教育学研究科紀要 別冊』16号-2、早稲田大学大学院教育学研究科、2009年